# August Wilhelmj
August Wilhelmj (1845 - 1908) foi um violinista alemão que se tornou famoso pelo seu arranjo  para violino e piano  do segundo movimento da Suíte nº 3 para orquestra, de Bach, arranjo conhecido como Ária na Corda G (Sol) ou Ária da 4ª Corda.